# Episodi de Le avventure di Bailey (terza stagione)
La terza stagione della serie televisiva Le avventure di Bailey è stata trasmessa in anteprima nel Regno Unito dalla BBC tra l'11 ottobre 1983 e il 15 novembre 1983.
| nº | Titolo originale                      | Titolo italiano | Prima TV UK      | Prima TV Italia |
| -- | ------------------------------------- | --------------- | ---------------- | --------------- |
| 1  | Rumpole and the Genuine Article       |                 | 11 ottobre 1983  |                 |
| 2  | Rumpole and the Golden Thread         |                 | 18 ottobre 1983  |                 |
| 3  | Rumpole and the Old Boy Net           |                 | 25 ottobre 1983  |                 |
| 4  | Rumpole and the Female of the Species |                 | 1º novembre 1983 |                 |
| 5  | Rumpole and the Sporting Life         |                 | 8 novembre 1983  |                 |
| 6  | Rumpole and the Last Resort           |                 | 15 novembre 1983 |                 |